# Novecento (arte)
Se denomina Novecento (por alusión al siglo XX, y siguiendo la tradición del Quattrocento y el Cinquecento) a un movimiento artístico desarrollado en Italia en los años 1920-1930. El grupo se fundó en 1922 en torno a una serie de artistas vinculados a la Galería Pesaro de Milán, entre los que se encontraban Anselmo Bucci, Leonardo Dudreville, Achille Funi, Gian Emilio Malerba, Piero Marussi, Ubaldo Oppi y Mario Sironi. Dichos artistas pretendían renovar el arte italiano entroncando con el Renacimiento, de ahí el nombre del grupo. Estaban liderados por la escritora y crítica de arte Margherita Sarfatti, amante de Mussolini, estando alineados de forma clara con el fascismo. El propio Mussolini inauguró la primera exposición del grupo, realizada en la Galería Pesaro en 1923, participando igualmente en la Bienal de Venecia de 1924. 
Estilísticamente pretendían romper con el arte de vanguardia europeo, retornando a la esencia del arte italiano, promoviendo un estilo realista, enfático y grandilocuente. Sarfatti atrajo al movimiento a Carlo Carrà, uno de los exponentes de la pintura metafísica, y a otros artistas como Massimo Campigli, Felice Casorati, Marino Marini, Arturo Marini y Arturo Tosi. El Novecento dominó el panorama artístico italiano durante una decena de años, si bien no llegó a ser el estilo oficial del fascismo; más tarde, la ruptura entre Sarfatti y Mussolini provocó la disolución del grupo en 1933.